# Blanco y Negro
Blanco y Negro va ser una revista il·lustrada espanyola fundada el 1891 per Torcuato Luca de Tena y Álvarez Ossorio i base de l'editorial Prensa Española, editora del diari ABC. Els rotatius de la tirada es trobaven a l'Edifici ABC del carrer Serrano de Madrid.

## Etapes
Es va editar durant molts anys com a publicació independent, en diverses etapes. Entre 1891 i 1939 es va editar de forma continuada. Va tornar a reaparèixer el 1957 com a publicació independent. El 1986 es va convertir en el suplement dominical del diari ABC. El 2002, i amb la constitució de Vocento, XL Semanal es converteix en el suplement dominical del diari ABC i la capçalera Blanco y Negro desapareix de moment.
- 1891-1939: setmanari independent. Durant la guerra civil va ser confiscat pel govern republicà.[2]
- 1957-1988: setmanari independent.
- 1988-2002: dominical de venda juntament amb el diari ABC des del 6 març de 1988[3]
- 2002-2005: subsisteix com a suplement setmanal d'ABC amb el nom Blanco y Negro Cultural. El 2005 passa a anomenar ABCD Las Artes y Las Letras, també com a suplement setmanal.

## Col·laboradors
Durant tota la seva història va donar cabuda a nombroses firmes literàries que van veure en molts casos per primera vegada la llum a la revista. En les seves pàgines van col·laborar entre d'altres Hilda de Toledano (Maria Pia de Saxònia-Coburg Gotha i Bragança), Emilia Pardo Bazán, Antonio Machado, Azorín, Manuel Abril, i d'altres representants de la generació del 98. També a Blanco y Negro va començar a publicar Elena Fortún.